# Stomatodexia cothurnata
Stomatodexia cothurnata är en tvåvingeart som först beskrevs av Christian Rudolph Wilhelm Wiedemann 1830.  Stomatodexia cothurnata ingår i släktet Stomatodexia och familjen parasitflugor. Inga underarter finns listade i Catalogue of Life.